# Znak mnożenia
Znak mnożenia – znak matematyczny równoznaczny z zestawieniem obok siebie dwóch liczb (nie cyfr). Jest dwuargumentowym predykatem oznaczającym iloczyn swoich argumentów.
W Unikodzie znak mnożenia występuje w wersjach:
| Znak | Unicode | Kod HTML                      | Nazwa unikodowa        | Nazwa polska  |
| ---- | ------- | ----------------------------- | ---------------------- | ------------- |
| ×    | U+00D7  | &times; lub &#xD7; lub &#215; | MULTIPLICATION SIGN    | znak mnożenia |
| ✖    | U+2716  | &#x2716; lub &#10006;         | HEAVY MULTIPLICATION X | ciężki znak X |

|  |